# 더글러스 DC-6

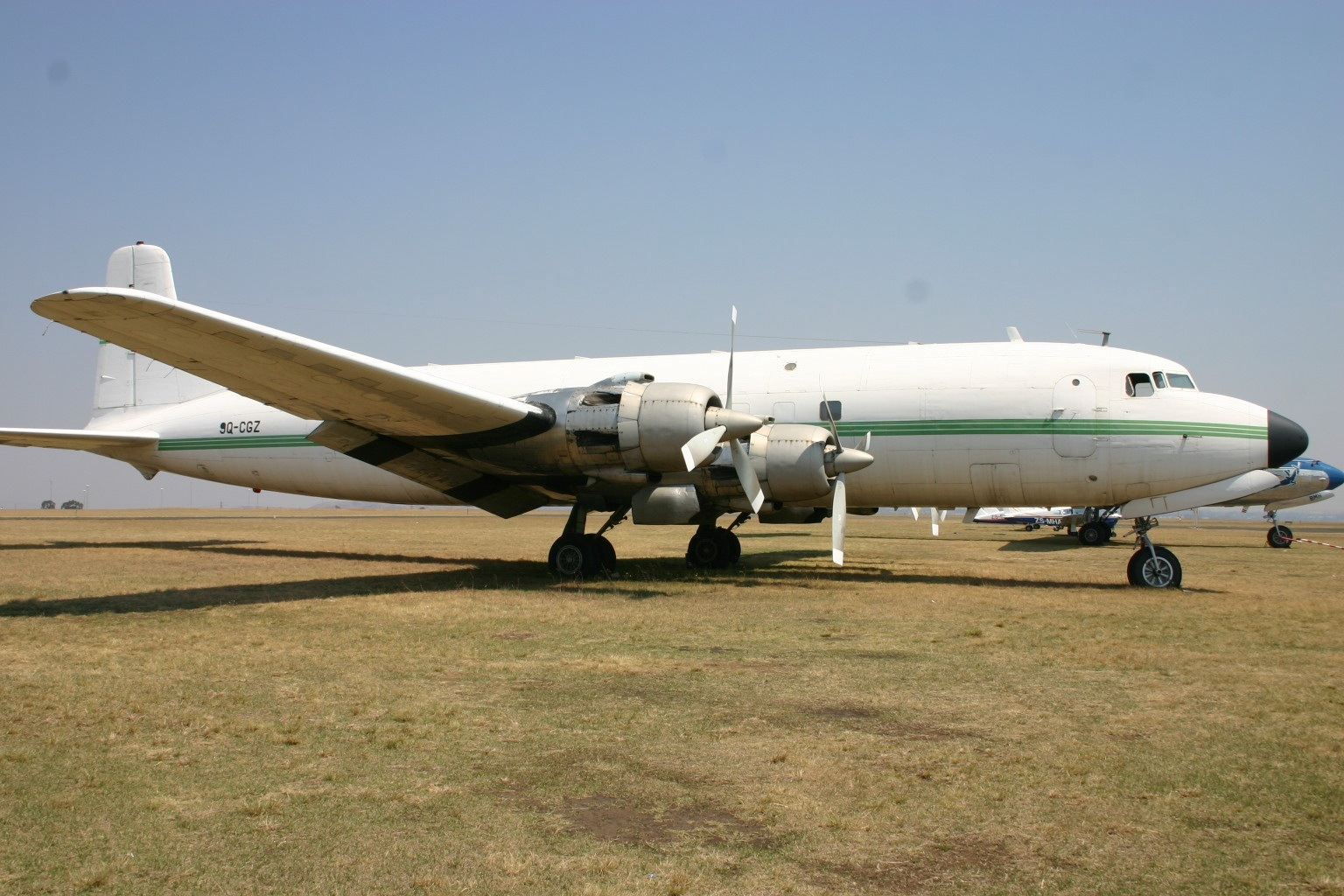
더글러스 DC-6

더글러스 DC-6 혹은 DC-6는 미국의 맥도넬더글러스사에서 제작한 102석짜리 중거리용 중형 4발 프로펠러기이며, 일본항공과 노스웨스트항공, 팬암, 스칸디나비아 항공 등 일부 항공사에 도입된 항공기이며 1946년에 제작되었다.

## 제원
- 폭: 35.84m
- 길이: 32.2m
- 높이: 8.74m
- 엔진: 4기
- 최대 이륙중량: 48,578kg
- 최대 속도: 507km
- 최대 항속거리: 7,595km
- 최대 좌석수: 100석

## 같이 보기
- 더글러스 DC-7